# Kreed (игра)
Kreed (также The Kreed или «Крид») — компьютерная игра в жанре шутера от первого лица, разработанная российской студией Burut CT и изданная компанией «Руссобит-М» в 2003 году на Windows. Западным издателем игры выступила компания Acclaim, выпустившая игру на территории Европы и Австралии.
Действие игры разворачивается в далёком будущем. Игрок управляет генетически выведенным суперсолдатом и преследует предателя, укрывающегося в аномальном секторе космоса «Крид».
Издатель и игровые журналисты возлагали большие надежды на игру до её выпуска; проект, в частности, получил звание «русского убийцы Doom 3». Однако после выпуска игра получила смешанные отзывы: критики называли игру вторичной и безыдейной, особенно критикуя сюжет и озвучку.
В 2004 году вышел самостоятельный аддон-приквел Kreed: Battle for Savitar («Битва за Савитар»).

## Игровой процесс
Kreed является классическим шутером от первого лица. Игра разбита на уровни, цель каждого из которых — добраться до выхода на следующий уровень. Выход может быть загорожен, и для освобождения прохода игроку нужно найти определённый ключ или активировать определённый механизм на уровне. Сюжет подаётся в виде заставок на движке, а также текстом — с помощью консолей с информацией и журналов погибших NPC.
В Kreed игрок может использовать десять видов вооружения и два вида гранат. Оружие включает ракетницы, огнемёты, трёхствольные ружья и футуристические пушки. У большинства видов оружия есть два режима стрельбы или дополнительные возможности: так, выпустив ракету, её можно взорвать в любой момент. Анимация перезарядки оружия не прерываема; таким образом, начав перезаряжать патроны, игрок на несколько секунд теряет возможность стрелять, становясь уязвимой целью для противников. С другой стороны, аналогично уязвимы и противники, начавшие перезаряжать своё оружие.
В бою противники активно используют гранаты, а получив ранение, прячутся в укрытия. Также противники сбегаются на звуки стрельбы из соседних комнат и по возможности атакуют игрока группами.

## Сюжет
XXVII век. Человечество приступило к покорению космоса и освоению новых планет, однако со временем столкнулось с враждебно настроенной расой Тиглаари, которая завоевала человеческие планеты и взяла людей в рабство. На Земле была создана военная организация «Легион», состоящая из генетически выведенных суперсолдат, в распоряжение которых было передано передовое оружие. С помощью Легионеров земляне отбросили захватчиков, но те укрылись в космической аномалии «Крид».
Действие игры разворачивается внутри «Крида», являющегося «космическим Бермудским треугольником», в котором пропадают все залетающие корабли. Главный герой — Легионер, которого послали в погоню за магистром-отступником Легиона с целью ликвидировать его и вернуть похищенные артефакты. Однако на корабль «Асперо», на котором летел Легионер, нападают инопланетяне; будучи единственным оставшимся в живых членом экипажа, протагонист вынужден с боем пробивать себе путь дальше. Герой перемещается по различным кораблям, космическим станциям и планетам в поисках магистра-ренегата.

## Разработка и выпуск
Kreed разрабатывалась воронежской студией Burut CT. Изначально студия разрабатывала ролевую игру, однако в дальнейшем концепция проекта сменилась на шутер от первого лица. Для игры был разработан собственный игровой движок X-Tend (от англ. to extend — расширять, в честь фундаментального принципа, на котором построен движок — расширяемость) на основе графического API DirectX 9. В 2002 году альфа-версии игры были представлены на выставке «Медиатека». Перед выпуском игры была опубликована демо-версия с многопользовательским режимом игры, по которой в июле 2003 года был проведён киберспортивный турнир в Москве.
В России игра вышла 29 августа 2003 года, издателем выступила компания «Руссобит-М». На территории Европы и Австралии распространением игры занималась компания Acclaim. Игра использовала защиту от копирования StarForce.
В 2004 году для игры было выпущено самостоятельное дополнение-приквел, названное «Битва за Савитар».

## Критика
| Сводный рейтинг       | Сводный рейтинг |
| Агрегатор             | Оценка          |
| --------------------- | --------------- |
| GameRankings          | 45,40 %         |
| «Критиканство»        | 53/100          |
| Русскоязычные издания |                 |
| Издание               | Оценка          |
| Absolute Games        | 40 %            |
| Game.EXE              | 0,1/5           |
| «Домашний ПК»         | [ 17 ]          |
| «Игромания»           | 7/10            |
| «НИМ»                 | 5,3/10          |
| «Страна игр»          | 7,5/10          |

### До выпуска
Выпуску игры предшествовала крупная рекламная кампания, сопровождённая большим количеством превью в разных игровых изданиях. Разрабатываемая игра получила такие титулы, как «убийца Doom 3», «русский Doom 3» и «правильный Unreal II», а издатель называл Kreed «самым амбициозным российским игровым проектом». Особенно высокой похвалы журналистов удостоился разрабатываемый движок игры, который сравнивался с id Tech. В августе 2002 года демо Squish, разработанное ведущим программистом движка Дмитрием «AND» Андреевым, заняло первое место в номинации Combined 64k intro на фестивале Assembly’02.

### После выпуска
Kreed получила смешанные отзывы критиков после выпуска, средний балл на агрегаторе рецензий «Критиканство» составляет 53 из 100 на основе семи рецензий. Константин «Гуру Брамин» Инин из «Страны игр» назвал игру очень хорошим шутером, который «действительно переплюнул» Unreal II, однако большинство критиков отмечало обманутые ожидания и сошлось во мнении, что с Doom 3 игра сравниться не сможет. Степан Чечулин из «Игромании» описал Kreed как «вполне качественную игру, которой, увы, не суждено стать новым словом в жанре», назвав её, однако, «первым крупным успехом России на рынке 3D-экшенов». Ян «Чума» Масарский в рецензии для «Навигатора игрового мира» назвал Kreed «Quake 2 для бедных», отметив, что хотя игра сделана довольно сносно, она выглядит вторично и морально устаревшей, а многие обещания разработчиков выполнены чисто формально. Игорь «Zontique» Сонин в рецензии для сайта Absolute Games сравнивал игру с «FPS второго эшелона», такими как Chaser и Devastation. Михаил Бескакотов из Game.EXE удостоил игры наименьшей оценки за историю журнала — 0,1 из 5, сравнив её с «собранной из подручных материалов пародией на Unreal».
Графика получила скорее положительные оценки. Константин «Гуру Брамин» Инин заявил, что «Kreed красив и умеет это использовать», отметив, что игра цепляет именно за счёт графики. Игорь «Zontique» Сонин в качестве одного из немногочисленных плюсов игры отметил красивый эффект пламени от огнемёта и атмосферный «эффект красных глаз», появляющийся, когда монстр смотрит на игрока из полной темноты. Степан Чечулин, однако, заявил, что графика игры не оправдала его ожиданий: «графика, разумеется, неплохая, однако ничего такого, что заставило бы радостно агукать и кидать в воздух чепчики, замечено не было». При этом многие критики отмечали очень высокие системные требования игры.
Игровой процесс получил смешанные оценки. Одни рецензенты отмечали приятное впечатление, оставляемое дизайном монстров и оружия, а другие, наоборот, считали их однообразными и безыдейными; так, Михаил Бескакотов назвал геймплей отсутствующим: «[Его] зачатки разбиваются о криворукую реализацию буквально всего, от моделей монстров до оружия». Аналогично смешанные оценки получил и искусственный интеллект противников: одни критики называли противников умными, а другие считали ИИ слабым.
Дизайн уровней получил скорее отрицательные оценки. Критики отмечали, что уровни слишком большие и однообразные, а также критиковали их дизайн, заставляющий игрока неоднократно возвращаться в уже зачищенные от врагов области. Константин «Гуру Брамин» Инин, однако, отметил продуманность локаций, описав игру как «не просто красивый движок — это интересный мир на красивом движке».
Сюжет получил отрицательные отзывы критиков. Рецензенты отмечали большое количество речевых ошибок; у многих критиков тексты сложили впечатление кривого перевода с английского языка. Ян «Чума» Масарский назвал сюжет «классическим примером любительской фантастики уровня старших классов средней школы», отметив, что игра была бы лучше, если бы сюжет в ней отсутствовал. Михаил Бескакотов назвал сюжет графоманией, заявив: «разобраться в этой безграмотной дичи, не заработав острой головной боли, невозможно».
Также резко отрицательной оценки удостоилась озвучка. Многие критики отмечали её непрофессиональность. Степан Чечулин назвал её «одной из худших озвучек [в отечественных играх]», отметив полное отсутствие эмоций во фразах персонажей. Константин «Гуру Брамин» Инин посчитал, что озвучке не хватает пафоса.
Техническое состояние игры также подверглось критике, равно как и использование защиты от копирования StarForce.